# Kuzmice (okres Topoľčany)
Kuzmice jsou obec na Slovensku v okrese Topoľčany v Nitranském kraji. Žije zde 757 obyvatel.

## Geografie

### Poloha
Obec leží v severozápadní části Nitranské pahorkatiny na středním toku potoka Zľavy.

### Využití půdy
Celková rozloha území obce je 8,19998 km², z toho v roce 2020 připadalo 90 % na zemědělskou půdu. Celkové využití půdy(2020): 85 % orná půda, 4 % zahrady a 1 % travnaté plochy. V roce 2023 připadalo 739,55 ha na zemědělskou půdu, z toho 700,2 ha byla orná půda, 32,1 ha zahrady, 1,89 ha ovocné sady a 5,35 ha travnaté plochy. Na lesní porost připadalo 14,98 ha, na zastavěnou plochu a nádvoří 42,71 ha.

### Sousední obce
Obec sousedí:
|                      | Tesáre  |                    |
| Bojná, Veľké Dvorany |         | Jacovce, Tovarníky |
|                      | Nemčice |                    |

## Historie
První písemná zmínka je z roku 1390, kde je uváděna jako Kuzmych. Od 14. století náležela pod panství hradu Topolčany. Od 18. století náležela pod rody Berényů (1718), Traunovců (1733), Erödyů (1835) a Stummerů.
Od roku 1900 je součástí obce je i osada Vítkovce, která je uváděna v letech 1332–1337 jako Vincenti.

## Pamětihodnosti
V obci je římskokatolický kostel svatého Pia X. a kaple svatého Štěpána. 
Ve Vítkovcích stojí románský kostelík svatého Štěpána Krále, který byl v letech 1999–2006 rekonstruován a 19. srpna 2006 byl nově konsekrován arcibiskupem Janem Sokolem. Kostel je kulturní památkou Slovenska. V blízkosti kostelíku stojí kaštel z 19. století.